# Nikos und Vasilis Paleokostas
Die Brüder Paleokostas (Nikos Paleokostas griechisch Νίκος Παλαιοκώστας, * 1960 in Moschofyto bei Trikala, † 26. April 2025 in Trikala)  und Vasilis Paleokostas Βασίλης Παλαιοκώστας (* 1966 in Moschofyto bei Trikala) sind Griechenlands prominenteste Gangster. Besonderes Aufsehen erregten sie durch zahlreiche, teilweise spektakuläre Gefängnisausbrüche. Sie haben den Ruf moderner Robin Hoods, da sie nie jemanden bei den Raubüberfällen töteten und Teile des Raubgewinnes an Arme verteilten.

## 1979 bis 1987: Beginn der kriminellen Laufbahn
Der ältere der beiden Brüder, Nikos, begann seine kriminelle Laufbahn im Alter von etwa 19 Jahren mit Diebstählen und Einbrüchen in der Gegend von Trikala. Er schloss sich mit anderen bekannten Kriminellen wie Kostas Samaras zusammen; etwa ab 1986 gehörte auch der jüngere Bruder Vasilis zur Bande, der 27 Einbrüche und Raubüberfälle, vorzugsweise auf Juweliergeschäfte, in ganz Griechenland zugeschrieben werden.

## 1988 bis 1995: Einbrüche, Ausbrüche, Überfälle und erste Entführung
Nachdem Nikos Paleokostas im Januar 1988 verhaftet worden war, saß er im Gefängnis von Trikala ein. Von dort entkam er schon kurz danach mit Hilfe seines Bruders Vasilis, der ihm spät nachts ein Seil über die Gefängnismauer geworfen hatte. Im Februar 1990 folgte die nächste Verhaftung von Nikos Paleokostas. Im April desselben Jahres wurde auch Vasilis festgenommen, als dieser versuchte, seinem Bruder wieder bei einem Ausbruch, diesmal aus dem Gefängnis von Larisa, zu helfen; der Plan sah vor, das Gefängnis mit einem provisorisch gepanzerten Auto anzugreifen.
Nach einigen Monaten entkam Nikos Paleokostas während eines Gefangenenaufstands aus dem Korydallos-Gefängnis. Vasilis Paleokostas entkam im Januar 1991 ohne Schwierigkeit aus dem Gefängnis von Chalkida, indem er an einen selbst gefertigten Haken ein Seil aus Bettlaken knüpfte. In den folgenden Jahren gingen die Brüder von Diebstählen und Einbrüchen zu Banküberfällen über. Sie erbeuteten bei 16 Raubüberfällen Hunderte von Millionen Drachmen und konnten allen Fahndungen und Straßensperren entgehen. Am bekanntesten wurde der Überfall auf die National Bank in Kalambaka, bei der die Beute 125 Millionen Drachmen betrug. Sie hatten vorher schon das einzige Fahrzeug der örtlichen Polizei mit zwei Autos blockiert; als die Polizisten die Verfolgung zu Fuß aufnahm, warfen die Gangster 5000-Drachmen-Scheine auf die Straße, um sie aufzuhalten.
Im Dezember 1995 entführten sie in Thessaloniki-Oreokastro den Unternehmer Alexandros Chaitoglou und hielten ihn vier Tage lang gefangen. Sie erpressten 270 Millionen Drachmen Lösegeld.

## 1999 bis 2006: Festnahme, Verurteilung und erste „filmreife“ Flucht
Vasilis Paleokostas wurde erneut im Jahr 1999 durch Zufall verhaftet, als er einen Verkehrsunfall verursachte. Er wurde zu 25 Jahren Freiheitsstrafe verurteilt und saß in den Justizvollzugsanstalten Thessaloniki-Diavata, Korfu-Stadt und Athen-Korydallos ein. In den Gefängnissen genoss er den Respekt der anderen Gefangenen als informeller „Gefangenenchef“ und gab mit seinem Verhalten zu keinen Beanstandungen Anlass.
Unter großer Geheimhaltung organisierte er die erste Flucht mit einem Hubschrauber am 4. Juni 2006. Ein für einen angeblichen Flug nach Mykonos beim Aeroclub Agios Kosmas gemieteter Hubschrauber holte ihn zusammen mit seinem albanischen Mitgefangenen Alket Rizai auf filmreife Art aus dem Hof des Gefängnisses in Korydallos ab. Alket Rizai gilt als kaltblütiger Killer.
Nikos Paleokostas hielt sich seit Jahren in Mittel- und Nordgriechenland versteckt. Er wurde am 13. September 2006 in der Nähe von Arachova verhaftet, wenige Wochen nach der Flucht seines Bruders. Bei der Verfolgungsjagd vor seiner Festnahme wurde er verletzt, als er die Kontrolle über sein Auto verlor. Er musste wegen eines Bruchs seiner linken Hand unter polizeilicher Bewachung operiert werden. Wegen eines 2005 begangenen Bankraubs in Veria wurde er im April 2009 zu neun Jahren Freiheitsstrafe verurteilt.

## 2008: Zweite Entführung
Vasilis Paleokostas wurde am 20. August 2008 in Thessaloniki verhaftet und der Entführung des Präsidenten des Industriellenverbandes Nord-Griechenland, Giorgos Mylonas angeklagt, der im Juni 2008 mit Waffengewalt bei seiner Wohnung entführt und 13 Tage lang gefangen gehalten wurde. Die Täter hatten 11 Millionen Euro erpresst. Auf die Spur von Paleokostas waren die Ermittler gekommen, nachdem ein Mittäter auf großem Fuß gelebt und Geldscheine mit registrierten Nummern ausgegeben hatte. Nur ein Teil des Lösegelds wurde gefunden.

## 22. Februar 2009: Zweite Flucht mit einem Helikopter
Am 22. Februar 2009 gelang Vasilis Paleokostas zum zweiten Mal die Flucht aus dem Gefängnis Korydallos, wieder mit Hilfe eines Hubschraubers, der eine Strickleiter in den Gefängnishof herabließ. Paleokostas und sein Komplize Alket Rizai, der ihn auch bei dieser Flucht begleitete, entschwebten und wurden in der Nähe abgesetzt, wo Fluchtfahrzeuge warteten. Die Wachen gaben zahlreiche Schüsse ab, ein Wächter schoss sich dabei selbst in die Hand.
Der Pilot des Hubschraubers, der später nördlich von Athen festgenommen wurde, gab an, er sei von zwei Personen, darunter einer Frau, mit Waffengewalt zu dem Flug gezwungen worden. Mehrere Gefängniswärter wurden unter dem Verdacht der Beihilfe festgenommen. In einem Schnellgerichtsverfahren wurde ein für die Bewachung zuständiger Beamter zu einer Bewährungsstrafe von drei Jahren verurteilt; drei andere sowie der Hubschrauberpilot wurden freigesprochen.
Im April 2009 geriet Vasilis Paleokostas mit dem Auto in eine Verkehrskontrolle. Nachdem die Polizei drei Reifen seines Fahrzeugs zerschossen hatte, floh er zu Fuß in einen Wald und konnte nicht gefasst werden.
In der Folge wurde Paleokostas von den Ermittlern in Verbindung mit terroristischen Akten gebracht. An einer Briefbombe, die für den griechischen Justizminister Michalis Chrysochoidis bestimmt war und am 24. Juni 2010 in den Händen eines Beamten explodierte (und diesen tötete), sollen seine Fingerabdrücke gefunden worden sein.
Im Februar 2011 setzte die Polizei eine Belohnung von einer Million Euro für die Ergreifung von Vasilis Paleokostas aus.

## Politische Folgen
Justizminister Nikos Dendias leitete Disziplinarverfahren gegen den Gefängnisdirektor und den Inspekteur des Strafvollzugssystems ein. Diese mussten noch an dem Tag des Ausbruchs zurücktreten. Ministerpräsident Kostas Karamanlis berief eine Krisensitzung des Kabinetts ein.